# Heini Otto
Heini Otto (Amszterdam, 1954. augusztus 24. –) válogatott holland labdarúgó, középpályás, edző.

## Pályafutása

### Klubcsapatban
1974 és 1977 között az FC Amsterdam labdarúgója volt. 1977-ben szerződött az FC Twente csapatához, ahol három idényen keresztül játszott. 1981 és 1985 között az angol Middlesbrough játékosa volt. 1985-ben hazatért és a Den Haag csapatában folytatta a pályafutását. 1992-ben itt fejezte be az aktív labdarúgást.

### A válogatottban
1975-ben egy alkalommal szerepelt a holland válogatottban. Tagja volt az 1980-as olaszországi Európa-bajnokságon részt vevő csapatnak, de pályára nem lépett.

### Edzőként
1997 és 2000 között az Ajax első csapatánál dolgozott segédedzőként. 2000 és 2002 között a HFC Haarlem vezetőedzője volt. Később az Ajax ifjúsági csapatánál tevékenykedett.

## Statisztika

### Mérkőzése a holland válogatottban
| Hollandia | Hollandia       | Hollandia            | Hollandia   | Hollandia | Hollandia | Hollandia  | Hollandia | Hollandia |
| #         | Dátum           | Helyszín             | Hazai       | Eredmény  | Vendég    | Kiírás     | Gólok     | Esemény   |
| --------- | --------------- | -------------------- | ----------- | --------- | --------- | ---------- | --------- | --------- |
| 1.        | 1975. május 31. | Belgrád, JNA Stadion | Jugoszlávia | 3 – 0     | Hollandia | barátságos | -         | 71'       |
|           | Összesen        |                      |             | 1         | mérkőzés  |            | 0         | gól       |